# Francisco María Iglesias Llorente
Francisco María Iglesias Llorente (Cartago, 28 de octubre de 1825 - San José, 8 de noviembre de 1903) fue un político e historiador de Costa Rica.

## Biografía
Hijo de Joaquín de Iglesias Vidamartel y Petronila Llorente y Lafuente (hermana del primer obispo de Costa Rica Anselmo Llorente y Lafuente), casó en San José el 4 de octubre de 1878 con su sobrina Enriqueta Tinoco Iglesias, hija de Saturnino Tinoco López y María Joaquina Iglesias Llorente. La pareja tuvo cinco hijos: José Francisco (1869), Ana María (1872), José Enrique (1873), José Agustín (1876) y Pablo Alfonso (1878).

## Estudios y actividades académicas
Se graduó de bachiller en Leyes en la Universidad de Santo Tomás en Costa Rica y posteriormente cursó otros estudios en la Universidad de San Pablo, Sevilla. Fue rector interino de la Universidad de Santo Tomás en 1850. fue nombrado como académico correspondiente por Costa Rica en la Real Academia Española el 26 de febrero de 1891.
Publicó varias obras históricas, entre ellas una biografía de su padre Joaquín de Iglesias, en una serie denominada Pro Patria (1899). Además dio a luz la colección Documentos posteriores a la Independencia (1899-1903) y  una defensa histórica titulada Réplica al folleto Comprobaciones históricas del licenciado don Rafael Montúfar (1899). Además fue autor de numerosos discursos, textos oficiales y algunos ensayos. El Ministerio de Relaciones Exteriores y Culto publicó una selección de sus principales escritos en un volumen titulado Joaquín de Iglesias y otras páginas (2018).

## Carrera pública
Fue diputado por San José de 1852 a 1856. En 1856 se vio involucrado en una conspiración contra el gobierno de Juan Rafael Mora y fue expulsado del país. Regresó después del derrocamiento de Mora, y fue secretario de Relaciones Exteriores e Instrucción Pública (1861-1863), presidente de la Cámara de Representantes (1863-1867), presidente de la Cámara de Senadores (1868), miembro de la Asamblea Constituyente de 1871 y secretario de Gobernación y carteras anexas.
En 1873 se le envió como comisionado financiero a Gran Bretaña, cargo que desempeñó hasta 1877 y en el cual cosechó muchos sinsabores. De 1883 a 1890 fue director de los Archivos Nacionales y en 1890 fue elegido como diputado propietario y se le nombró presidente del Congreso Constitucional, cargos que ejerció hasta 1892. En 1900 fue nuevamente elegido como diputado y presidente del Congreso, cargos que desempeñaba cuando falleció.